# Reprezentacja Tajlandii U-23 w piłce nożnej mężczyzn
Reprezentacja Tajlandii U-23 w piłce nożnej mężczyzn – męska piłkarska reprezentacja Tajlandii do lat 23. Największym sukcesem reprezentacji jest ćwierćfinał w pucharze Azji w 2020 roku.

## Puchar Azji
Na podstawie:
| Rok   | Runda                   | M                       | W                       | R                       | P                       | GZ                      | GS                      |
| ----- | ----------------------- | ----------------------- | ----------------------- | ----------------------- | ----------------------- | ----------------------- | ----------------------- |
| 2013  | Nie zakwalifikowała się | Nie zakwalifikowała się | Nie zakwalifikowała się | Nie zakwalifikowała się | Nie zakwalifikowała się | Nie zakwalifikowała się | Nie zakwalifikowała się |
| 2016  | Faza grupowa            | 3                       | 0                       | 2                       | 1                       | 3                       | 7                       |
| 2018  | Faza grupowa            | 3                       | 0                       | 0                       | 3                       | 1                       | 7                       |
| 2020  | Ćwierćfinał             | 4                       | 1                       | 1                       | 2                       | 7                       | 4                       |
| 2022  | Faza grupowa            | 3                       | 1                       | 1                       | 1                       | 5                       | 3                       |
| 2024  | Awans                   | ?                       | ?                       | ?                       | ?                       | ?                       | ?                       |
| Razem | Turniejów finał.        | 13                      | 2                       | 4                       | 7                       | 16                      | 21                      |

## Mistrzostwa ASEAN
Na podstawie:
| Rok   | Runda            | M  | W  | R | P | GZ | GS |
| ----- | ---------------- | -- | -- | - | - | -- | -- |
| 2005  | I miejsce        | 5  | 5  | 0 | 0 | 25 | 2  |
| 2019  | II miejsce       | 5  | 3  | 1 | 1 | 5  | 2  |
| 2022  | II miejsce       | 4  | 2  | 0 | 2 | 5  | 3  |
| 2023  | III miejsce      | 5  | 4  | 0 | 1 | 1  | 3  |
| Razem | Turniejów finał. | 19 | 14 | 1 | 4 | 36 | 10 |

## Aktualny skład
Aktualny skład drużyny można przeglądać na stronie transfermarkt.pl.